# Elsebad

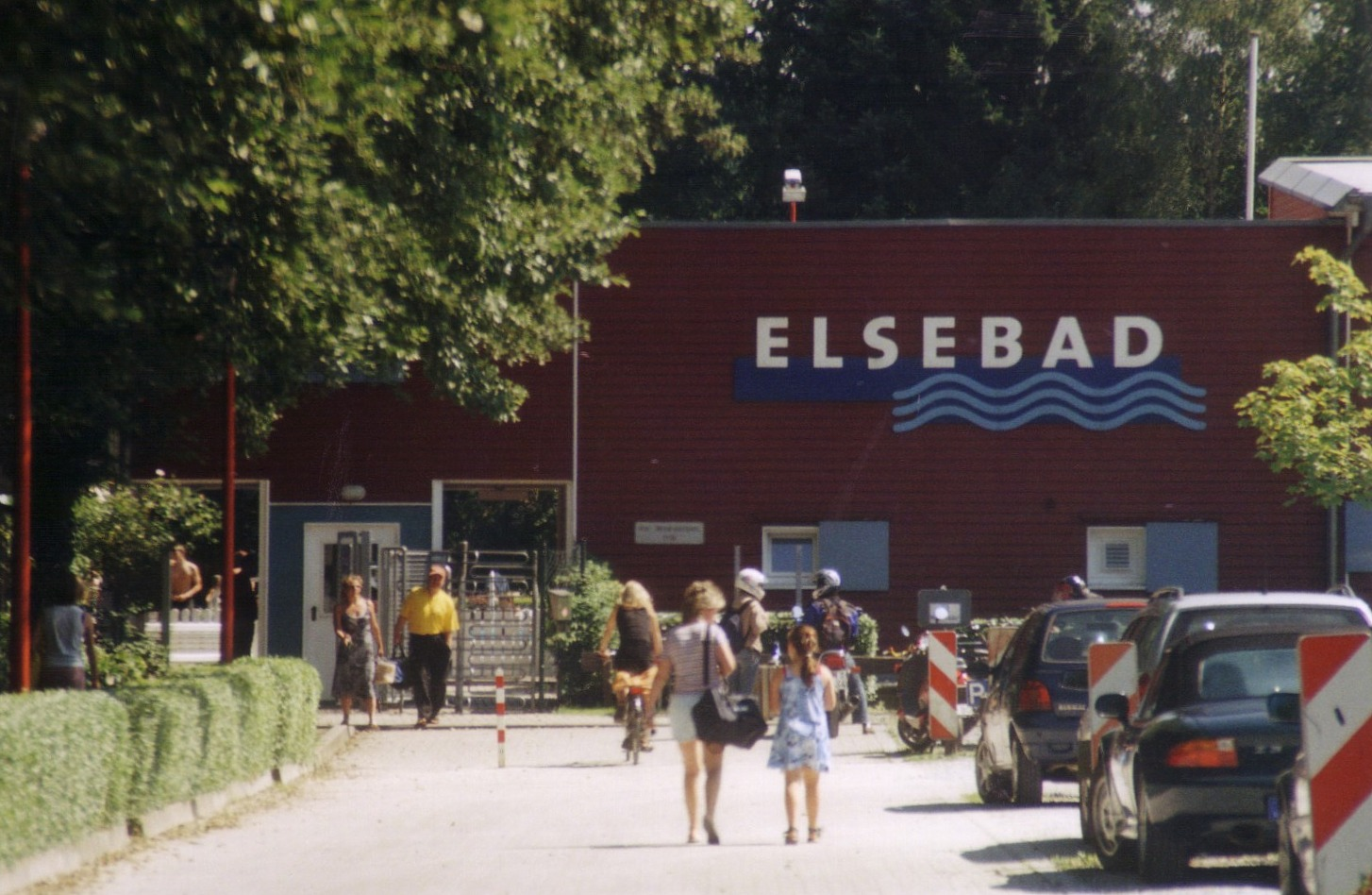
Eingangsbereich im Sommer 2005

Das Elsebad (offiziell Bürgerbad Elsetal) ist ein ehrenamtlich betriebenes Freibad im Ortsteil Ergste in der Stadt Schwerte in Deutschland.
Das Elsebad hat, insbesondere im politischen Raum, einen relativ hohen Bekanntheitsgrad, da es seit der Wiedereröffnung als so genanntes Bürgerbad mit engagierter Bürgerbeteiligung verknüpft ist. Zum Jahreswechsel 1994/1995 schuf das erste erfolgreiche Bürgerbegehren im Land Nordrhein-Westfalen die Grundlagen zur späteren Wiedereröffnung.
Die Landesregierung NRW zeichnete das Elsebad 2003 im Rahmen der Agenda 21 NRW aus. Seitdem gilt es im Bereich „Nachhaltige Gesellschafts- und Sozialpolitik“ offiziell als „Best Practice-Beispiel“.

## Das alte Elsebad
1938 begann der Bau des Elsebades auf Initiative des Fabrikanten Wilhelm Hidding. Es liegt in landschaftlich reizvoller Lage direkt am Elsebach, dessen Wasser lange Zeit das Schwimmbecken speiste. Einen wesentlichen Teil der Arbeiten führte der Reichsarbeitsdienst aus. Ein Jahr später öffnete das Freibad. Das damalige Amt Ergste, die Gemeinde Villigst und die beiden ortsansässigen Firmen Kettenfabrik Theile und Stahlwerk Ergste beteiligten sich finanziell stark sowohl am Bau als auch am Weiterbetrieb.
1975, im Zuge der kommunalen Neuordnung, übernahm die Stadt Schwerte das Bad als Rechtsnachfolgerin vom aufgelösten Amt Ergste.
1993, nach Erstellung eines Bäderkonzeptes und Eröffnung des modernen Freizeit-Allwetterbades (FAB) mit Riesenrutsche, Spaßbecken, Sauna und Wellness-Bereich, schloss die Stadt trotz starker und anhaltender Bürgerproteste das „einfache“ Elsebad. Mehrere Jahre lag das Gelände ungenutzt brach. Die Gebäude verfielen, Teile der Ausstattung wurden demontiert und im FAB genutzt. Ein Gutachten sah vor, einen künstlichen See im Beckenbereich anzulegen, und die Feuchtwiese „verbuschen“ zu lassen. Dazu kam es dann aber nicht.

## Das neue Elsebad
Verschiedene private Initiativen in den Jahren nach Badschließung brachten keinen Erfolg. Doch dank einer rechtlichen Neuerung, der Einführung des „Bürgerbegehrens“ in NRW, konnten auch ältere Ratsentscheidungen so neu überprüft werden. Es fanden sich drei Initiatoren, die die notwendigen Schritte vorbereiteten: zahlreiche Bürger sammelten nach der Schließung Unterschriften und engagierten sich im Trägerkreis Bürgerbegehren. Nachdem das Bürgerbegehren zur Jahreswende 1994/1995 überwältigenden Erfolg hatte, konnten Rat und Verwaltung den Weiterbetrieb des Bades in privater Trägerschaft nicht mehr verweigern. In einer Ratssitzung in der RTG-Aula wurde die Schließung unter großer öffentlicher Beteiligung zurückgenommen. Bis zur endgültigen Freigabe sollten jedoch einige Jahre vergehen. Die Stadt sicherte dann einen jährlichen Betriebskostenzuschuss zu.
1995 gründete sich der gemeinnützige „Förderverein Bürgerbad Elsetal e.V.“ Er sollte die Wiedereröffnung organisieren, dazu Mittel und Helfer anwerben sowie als Ansprech- und Vertragspartner gegenüber den verschiedenen Behörden und Zuschussgebern auftreten.
1996 wurde die ebenfalls gemeinnützige „Elsebad-Betriebs-gGmbH“ als Bauträgerin und Betreiberin ins Leben gerufen; ihr Hauptgesellschafter ist der Förderverein.
1998 wurde das Elsebad nach Planungen der Architekten Maike und Can Yeger (heute Meyer-Wolters & Yeger Architekten) frisch renoviert wiedereröffnet. Die Stadt Schwerte ist weiterhin Eigentümerin des Bades, das jedoch im Rahmen des Erbbaurechts verpachtet ist.
Über 100 ehrenamtlich tätige Helfer sichern den zuverlässigen Betrieb und den Fortbestand des unspektakulären, aber beliebten Freibades. Es bietet ein 50-Meter-Becken aus Edelstahl, ein separates Kinder-Planschbecken unter einem Sonnensegel, eine vier Hektar große Liegewiese, einen Kiosk mit warmen Imbiss-Gerichten, zwei Beachvolleyball-Felder und ein Handballfeld.
Jährlich werden, abhängig von Sonnentagen, 80.000 bis 100.000 Besucher gezählt. Dank günstiger Saisonkarten ist das Elsebad nicht so stark wie andere Freibäder auf Tagesgäste angewiesen. Über 2.000 Saisonkarten werden regelmäßig bereits Monate vor der Saisoneröffnung verkauft.
Auf dem Freibad-Gelände befindet sich das „Spieldorf Argeste“, benannt nach einer alten Form des Ortsnamens Ergste. Hier spielen Kinder historische Ereignisse nach.
Über das Elsebad berichtet regelmäßig die vereinseigene Zeitschrift „Elsetaler Anzeiger“.

## Lage

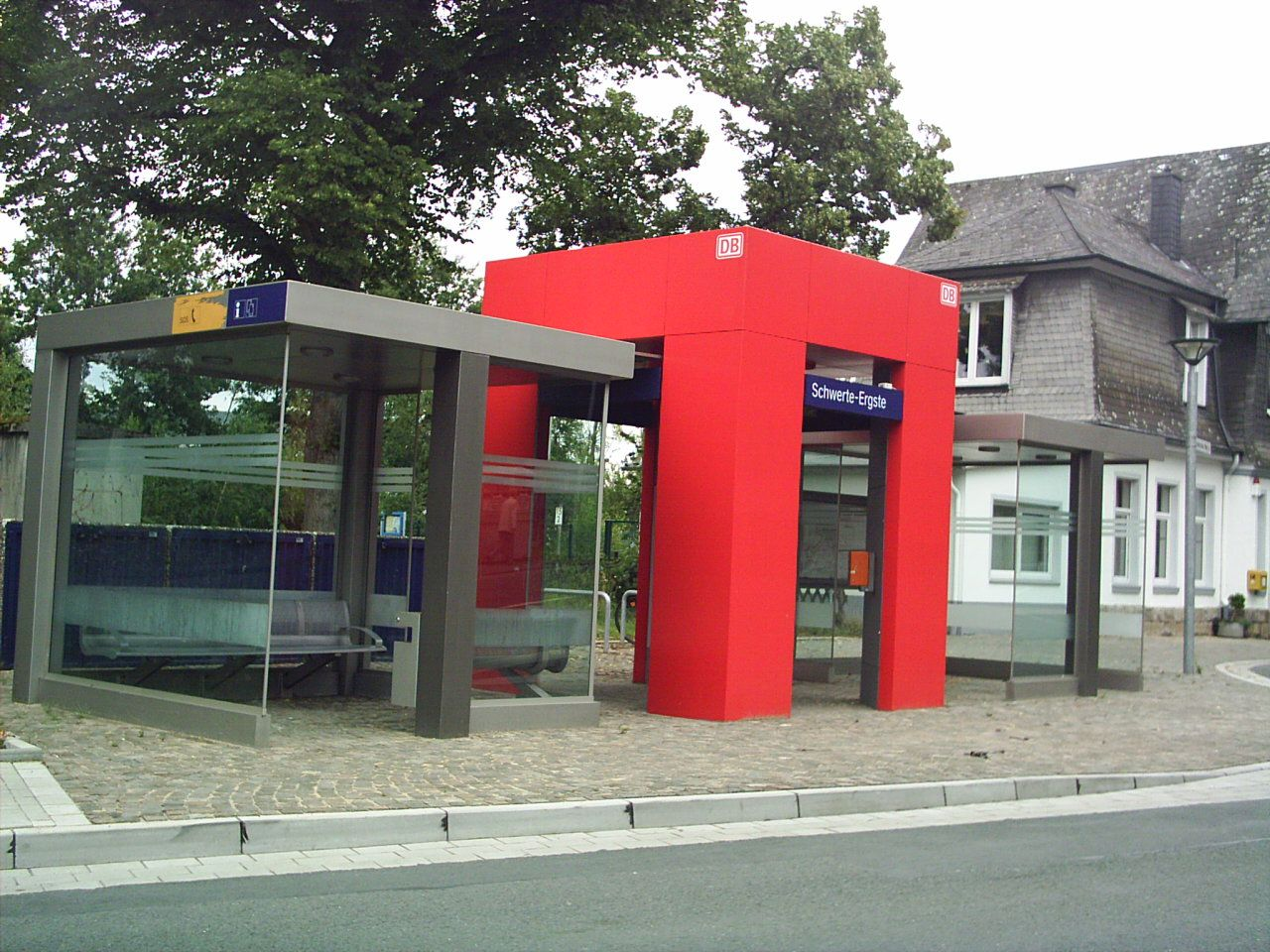
Bahnhof Ergste

Das Elsebad befindet sich in direkter Nähe des Bahnhofs Ergste (Haltepunkt Schwerte-Ergste) an der Grenze zum Ortsteil Villigst in der Straße Am Winkelstück 113.
Unmittelbar vor dem Bad teilt sich der namensgebende Elsebach und fließt an beiden Seiten am Bad vorbei.

## Hochwasser
Durch die unmittelbare Nähe zum namensgebenden Elsebach war das Bad in der Vergangenheit bereits zwei Mal von Hochwassern betroffen. Ein im Jahr 2010 plötzlich eingetretenes Starkregenereignis, dass auch andere nahegelegene wassernahe Institutionen wie das Wasserkraftwerk Westhofen in Schwierigkeiten brachte, sorgte durch ein Übertreten des Elsebachs für eine Beschädigung von Pumpen und Motoren im Bürgerbad Elsetal, wobei ein Schaden von 50.000 € entstand. Der entstandene Schaden konnte damals aufgrund von Spenden umliegender Unternehmen und zahlreichen Privatpersonen bereits bis zur nächsten Saison behoben werden. Gegen zukünftig gegebenenfalls eintretende vergleichbare Schäden wurde eine Elementarversicherung abgeschlossen.
Am 14. Juli 2021 ereignete sich durch anhaltenden Starkregen, der in weiten Teilen von Rheinland-Pfalz und Nordrhein-Westfalen für Überschwemmungen sorgte, auch im Elsetal ein Übertritt des Elesebachs, das von diesem selbst als „Jahrhunderthochwasser“ bezeichnet wird und den Wasserstand des Ereignisses von 2010 übertraf. Auch die Schadenshöhe lag mit 500.000 € über der aus dem Jahr 2010, konnte jedoch durch Spenden und eine Versicherungszahlung erneut binnen einer Saison aufgebracht werden. Um diesen Ereignissen zukünftig entgegenzuwirken, wurde der Bau eines Schutzdamms diskutiert.